# Jaime Jaén
Jaime Gustavo Jaén Gutiérrez (nacido el 4 de octubre de 1978) es un jugador de béisbol panameño que ha jugado en la selección nacional de béisbol de Panamá. 

## Carrera
En 2004, jugó para Saim Rho en la Serie A1, el nivel más alto del béisbol profesional en Italia.También participó en la Copa Mundial de Béisbol 2005 (bateando .349), el Preolímpico COPABE 2006 (bateando .160), los Juegos Centroamericanos y del Caribe 2006 (bateando .105) y la Copa de las Américas 2008 (bateando .333).